# Gustav Mattsson
John Gustav Andréas Mattsson, född 18 juli 1898 i Gävle, död 20 januari 1987 i Västerleds församling i Bromma, var en svensk skolman.

## Biografi
Gustav Mattsson var son till garveridirektören Hans Anders Mattsson. Han avlade studentexament i Gävle 1917 och studerade en tid i Frankrike, innan han inledde studier vid Uppsala universitet, där han blev filosofie magister 1923. Åren 1920–1921 och 1923–1924 var han lärare vid engelska internatskolor samt 1925–1932 vid Uppsala universitets övningsskola. Mattsson bedrev ytterligare pedagogiska studier i USA 1930–1931.  Mattsson anställdes som ämneslärare vid Olofskolan i Stockholm 1932, en examensfri försöksskola med undervisning på alla stadier, och var rektor där 1933–1941, då skolan lades ned. Från 1946 var han rektor vid Ericastiftelsens läkepedagogiska seminarium. Under Mattssons tid som rektor vid Olofskolan blev undervisningen individualiserad, och byggde mycket på eget arbete. Läxläsning utbyttes i hög grad som individuellt arbete och övningsämnen gavs stort utrymme. 
År 1941–1946 var han redaktör för Psykologisk-pedagogisk uppslagsbok (band 1-4, 1943–1946).  Han var ordförande i svenska sektionen av New Education Fellowship och ledamot av International Council of New Education Fellowship från 1927 samt var svensk delegat vid flera internationella nyskolekongresser, bland annat som generalsekreterare 1929 i Helsingör. Mattsson var sekreterare i Målsmännens riksförbund från 1945. 
Han är begravd på Bromma kyrkogård.